# Taiyō no Uta (película)
Taiyou no uta タイヨウのうた (Taiyō no Uta?), también conocida como Midnight sun dirigida por Norihiro Koizumi y protagonizada por la cantautora japonesa YUI, quien interpreta el papel de Kaoru Amane (雨音 薫 Amane Kaoru), Una chica de 16 años que tiene una rara enfermedad de la piel llamada Xerodermia pigmentosa (abreviado XP), que hace que la radiación ultravioleta del sol sea potencialmente letal para ella. Kaoru está parcialmente basada en la misma YUI. Tres canciones de YUI son incluidas en la película; It's Happy Line, Good-bye Days and Skyline. También existe un drama japonés basado en la película, protagonizado por Takayuki Yamada y Erika Sawajiri.

## Trama
Kaoru Amane tiene Xerodermia pigmentosa (XP), una enfermedad que le impide salir a la luz del sol, además de degenerar su sistema nervioso con los años. Por ese motivo no puede exponerse a la luz del día pues podría matarla. Ella lleva un estilo de vida opuesto a lo normal, durmiendo durante el día y estando despierta y activa durante la noche. La única motivación en su vida era cantar y hacer presentaciones en vivo en las calles todas las noches en un espacio frente a una estación de trenes con una guitarra en sus manos. Desde la ventana de su cuarto, ella observa a un estudiante de preparatoria (Koji Fujishiro), quien estaba sosteniendo una tabla de surf. Con el tiempo empieza a formar parte de su rutina el mirarlo a él y a sus amigos ir y venir al océano todas las mañanas, antes de irse a dormir. Una noche, ella se encuentra con él y ella se presenta, volviéndose amigos, sin permitirle a él saber de su enfermedad. ¿Podrán sus sentimientos tocarlo? ¿Qué pensará de su enfermedad si se entera?. (De esta misma película se basa una película con su mismo nombre y trama)

## Reparto
- Yui - Kaoru Amane
- Takashi Tsukamoto - Koji Fujishiro
- Kuniko Asagi - Yuki Amane (Madre de Kaoru)
- Goro Kishitani - Ken Amane (Padre de Kaoru)
- Airi Toyama - Misaki Matsumae (Prima de Kaoru)
- Eri Fuse
- Gaku Hamada
- Takashi Kobayashi
- Magy
- Sogen Tanaka - Haruo Kato

## Detalles
- Título: タイヨウのうた
- Título (romaji): Taiyo no Uta
- Otros nombres: A Song of the Sun (The Sun's Song), Midnight Sun, A Song to the Sun
- Género: Romance, Drama Humano
- Tema principal: Invitation de Shibasaki Kou
- Insert song: Skyline de Yui
- Insert song: It's happy line de Yui

## DVD
Hay 2 DVD ya lanzados de Taiyou no uta, una edición normal y una edición premium. La edición premium contiene un disco bonus con cerca de 90 minutos de making of, escenas eliminadas, el video promocional de "Good-bye Days", y entrevistas con Yui, Takashi Tsukamoto y el director de películas. Ambas ediciones fueron lanzadas el 11 de junio de 2006. También se lanzó el DVD en Hong Kong, Taiwán y Singapur. El OST de la película también está disponible en CD.